# Vermivora
Vermivora és un dels gèneres d'ocells de la família dels parúlids (Parulidae).

## Taxonomia
Segons la classificació del Congrés Ornitològic Internacional (versió 3.3, 2013), aquest gènere està format per 3 espècies:
- Bosquerola alablava (Vermivora cyanoptera).
- Bosquerola d'ales daurades (Vermivora chrysoptera).
- Bosquerola de Bachman (Vermivora bachmanii).